# Черкасск (Красноярский край)
Черкасск — деревня в Тюхтетском районе Красноярского края России. Входит в состав Поваренкинского сельсовета. Находится на левом берегу реки Четь, примерно в 69 км (по прямой) к северо-северо-западу (NNW) от районного центра, села Тюхтет, на высоте 141 метра над уровнем моря.

## Население
| 2010 |
| ---- |
| 22   |

Гендерный состав
По данным Всероссийской переписи населения 2010 года 13 мужчины и 9 женщин из 22 чел.
Национальный состав
Согласно результатам переписи 2002 года, в национальной структуре населения русские составляли 100 %.

## Улицы
Уличная сеть деревни состоит из 3 улиц.